# Stanisław Żarski
Stanisław Zygmunt Żarski (ur. 25 stycznia 1897 w Gołonogu, zm. 29 marca 1943 w Morpeth) – major pilot obserwator Wojska Polskiego, kawaler Orderu Virtuti Militari.

## Życiorys
Syn Stanisława i Klary. 22 stycznia 1917 roku został powołany do odbycia służby wojskowej w armii carskiej. Otrzymał przydział do II studenckiego batalionu piechoty w Carycynie, został skierowany został do szkoły chorążych piechoty w Odessie. Odbył kurs oficerski i otrzymał przydział do 35 pułku strzelców syberyjskich w Tiumeniu. Następnie służył w 264 rezerwowym pułku piechoty w Sławucie, Legii Rycerskiej I Polskiego Korpusu w Rosji oraz w Brygadzie Strzelców Polskich w Bobrujsku.
24 grudnia 1918 roku wstąpił do odrodzonego Wojska Polskiego. Przeszedł przeszkolenie w Szkole Karabinów Maszynowych w Lublinie, następnie służył w załodze pociągu pancernego „Groźny” i brał udział w walkach na Froncie Wołyńskim. 26 lutego 1920 roku został skierowany na III kurs Oficerskiej Szkoły Obserwatorów Lotniczych w Toruniu. Po jego ukończeniu został w Szkole na stanowisku instruktora. Trudna sytuacja na froncie spowodowała zwieszenie działalności Szkoły, jej kadrę i słuchaczy przydzielono do 4. eskadry wywiadowczej (nazwanej „Toruńską”). Stanisław Żarski w jej składzie wziął udział w działaniach wojennych na froncie polsko-bolszewickim.

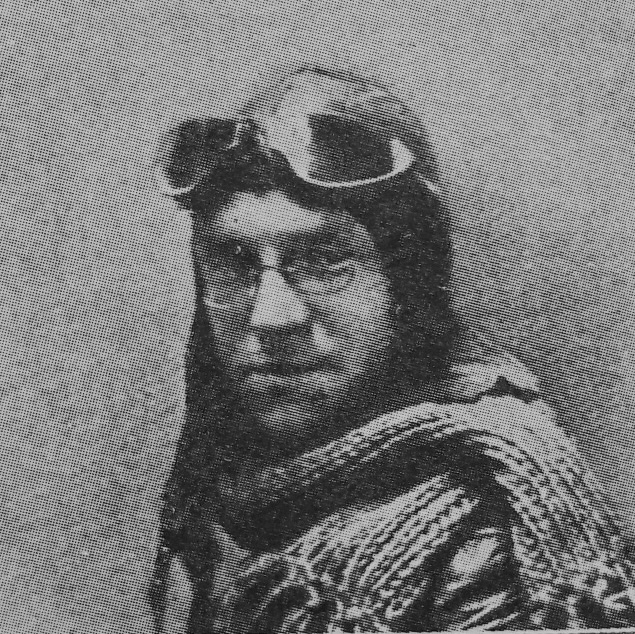
Stanisław Żarski ppor. obs. (1920)

Wyróżnił się podczas lotu bojowego 16 sierpnia 1920, w załodze z por. obs. Janem Röderem, podczas którego przeprowadził rozpoznanie wzdłuż Wisły w rejonie miejscowości Korytnica-Garwolin-Dęby i atakował oddziały nieprzyjaciela. Pomimo uszkodzonego pokrycia płatów i silnika wykonał zadanie bombardowania i ostrzelania oddziałów Armii Czerwonej. W drodze powrotnej załoga była zmuszona, z powodu uszkodzeń, lądować przymusowo na terenach zajętych przez polskie oddziały. 7 października 1920 roku przeprowadził udane bombardowanie mostu na rzece Słucz.
Wspomnienia z wojny polsko-bolszewickiej pt. Wspomnienia z czasów wojny polsko-bolszewickiej zamieścił w ósmym numerze „Przeglądu Lotniczego” z 1936 roku.
Po zakończeniu działań wojennych został przydzielony do 14. eskadry wywiadowczej w Grudziądzu, a następnie 28 lutego 1922 roku został zdemobilizowany. Do czynnej służby powrócił we wrześniu 1922 roku i jako obserwator otrzymał przydział do 3. pułku lotniczego w Poznaniu. W 1923 roku odbył szkolenie w Bydgoskiej Szkole Pilotów oraz w Wyższej Szkole Pilotów w Grudziądzu. Po zakończeniu szkoleń powrócił do służby w 3 pl.
Od 7 stycznia 1930 roku pracował jako referent w Departamencie Aeronautyki Ministerstwa Spraw Wojskowych. Następnie otrzymał przydział do 2. pułku lotniczego. W 1934 roku był organizatorem i pierwszym dowódcą 24. eskadry liniowej, pełnił to stanowisko do listopada 1936 roku. Na stopień majora został mianowany ze starszeństwem z 1 stycznia 1936 (w 1939 zajmował 5. lokatę w korpusie oficerów lotnictwa, grupa liniowa). Następnie został przeniesiony do 4. pułku lotniczego, gdzie objął stanowisko dowódcy dywizjonu szkolnego.
W 1938 roku został skierowany do Wyższej Szkoły Lotniczej w Warszawie, w charakterze słuchacza Kursu 1938/39. Po ukończeniu kursu został mianowany szefem sztabu lotnictwa Samodzielnej Grupy Operacyjnej „Narew”. Po kampanii wrześniowej przedostał się do Wielkiej Brytanii, gdzie wstąpił do RAF (otrzymał numer służbowy P-1181). Ponieważ nie spełniał wymogów zdrowotnych dla personelu latającego operacyjnie został przydzielony do 4 Air Gunner School (AGS) w Morpeth. 29 marca 1943 roku pilotował samolot Blackburn Botha (nr W5154) w ramach lotu treningowego na zadanie fotograficzno-strzeleckie. W rejonie lotniska jego samolot zderzył w powietrzu z inną maszyną. Zginęła cała załoga, Stanisław Żarski został pochowany na cmentarzu wojennym w Morpeth.

## Ordery i odznaczenia
- Krzyż Srebrny Orderu Wojskowego Virtuti Militari nr 254 – 8 kwietnia 1921[15][16]
- Krzyż Walecznych
- Medal Lotniczy (dwukrotnie)
- Złoty Krzyż Zasługi z Mieczami
- Srebrny Krzyż Zasługi (16 marca 1933)[17]
- Polowa Odznaka Obserwatora nr 41
- Medal Zwycięstwa (Medaille Interalliée)